# Spartina neyrautii
Spartina neyrautii är en gräsart som beskrevs av Julien Foucaud. Spartina neyrautii ingår i släktet marskgräs, och familjen gräs. Inga underarter finns listade i Catalogue of Life.